# Peter Jonsson
Peter Lennart Jonsson (* 12. April 1958 in Bjuv) ist ein ehemaliger schwedischer Radrennfahrer und nationaler Meister im Radsport.

## Sportliche Laufbahn
Jonsson war Straßenradsportler und Teilnehmer der Olympischen Sommerspiele 1980 in Moskau. Im olympischen Straßenrennen wurde er als 18. klassiert. In jener Saison gewann er mit Håkan Karlsson und Mats Gustafsson den nationalen Titel im Mannschaftszeitfahren. 1987 holte er den Titel mit Stefan Brykt und Per Moberg.
1981 und 1985 wurde er Vize-Meister im Straßenrennen in Schweden. Im Eintagesrennen Solleröloppet war er 1981 erfolgreich. Im Milk Race kam er auf den 20. Platz. 
In der Schweden-Rundfahrt 1984 gewann er eine Etappe. 1979 startete er in der Internationalen Friedensfahrt und wurde 56. der Gesamtwertung. 1986 und 1987 gewann er mit dem Porvoon ajot das international bedeutendste Eintagesrennen in Finnland.